# (9118) 1997 GD20
A (9118) 1997 GD20 a Naprendszer kisbolygóövében található aszteroida. A LINEAR projekt keretében fedezték fel 1997. április 5-én.